# Narragansett (Rhode Island)
Narragansett es un pueblo ubicado en el condado de Washington en el estado estadounidense de Rhode Island. En el año 2000 tenía una población de 16,361 habitantes y una densidad poblacional de 446.5 personas por km².

## Geografía
Narragansett se encuentra ubicado en las coordenadas 41°27′00″N 71°26′58″O / 41.45000, -71.44944. Según la Oficina del Censo, la ciudad tiene un área total de 97,8 km² (37,8 mi²), de la cual 36,6 km² (14,1 mi²) es tierra y 62,2 km² (24,0 mi²) (2.58%) es agua.

## Demografía
Según la Oficina del Censo en 2000 los ingresos medios por hogar en la localidad eran de $50,363, y los ingresos medios por familia eran $67,571. Los hombres tenían unos ingresos medios de $45,436 frente a los $31,759 para las mujeres. La renta per cápita para la localidad era de $28,194. Alrededor del 16% de la población estaban por debajo del umbral de pobreza.